# ЮНКТАД
ООН Торговля и Развитие (ЮНКТАД) (англ. United Nations Conference on Trade and Development) — орган Генеральной Ассамблеи ООН. Конференция создана в 1964 году, но в 2024 году, по случаю своего 60-летия, была переименована в свое нынешнее название . Штаб-квартира ЮНКТАД находится в Женеве. На сегодняшний день конференция насчитывает 195 стран. Решения ЮНКТАД принимаются в форме резолюций и имеют рекомендательный характер.
Основными задачами ЮНКТАД являются:
- содействие развитию международной торговли;
- равноправное, взаимовыгодное сотрудничество между государствами;
- выработка рекомендаций, принципов, организационно-правовых условий и механизмов функционирования современных международных экономических отношений;
- участие в координации действий других учреждений системы ООН в области экономического развития хозяйственных связей и поощрения международной торговли.

Исполнительным органом является Совет по торговле и развитию, отвечающий за обеспечение общего соответствия деятельности согласованным приоритетам. Секретариат ЮНКТАД сотрудничает с правительствами государств-членов, взаимодействует с организациями ООН и региональными комиссиями.
С 1990 года ЮНКТАД ввела показатель, характеризующий степень вовлечения ТНК в зарубежные экономики:
Индекс Транснациональных компаний. Он исчисляется на базе частичных показателей:
- Доля зарубежных активов
- Доля зарубежных продаж
- Доля занятых за рубежом работников

Государства-члены разделены на четыре группы по социально-экономическому и географическому принципу.
В 1970-е и 1980-е годы ЮНКТАД была тесно связана с идеей Нового международного экономического порядка.

## История организации
Генеральная Ассамблея одобрила учреждение ЮНКТАД в качестве органа Генеральной Ассамблеи в декабре 1964 года. Первым генеральным секретарем новой организации был назначен аргентинский экономист Рауль Пребиш, до этого возглавлявший Экономическую комиссию ООН для Латинской Америки и Карибского бассейна.
Одновременно развивающиеся страны учредили Группу 77 для выражения своих интересов. Сегодня Группа 77 насчитывает 131 члена.
С учреждением ЮНКТАД в 1964 году члены Организации Объединенных Наций впервые на глобальном уровне заявили о своей готовности решать вопросы развития с участием широкого круга сторон и с расчетом на дальнюю перспективу. Семья Организации Объединенных Наций до сих пор развивает этот подход, о чем было вновь заявлено в 2000 году в исторической Декларации тысячелетия. В Декларации признается, что «глобализация может обрести полностью всеохватывающий и справедливый характер лишь через посредство широкомасштабных и настойчивых усилий по формированию общего будущего… Эти усилия должны включать политику и меры на глобальном уровне, которые отвечали бы потребностям развивающихся стран и стран с переходной экономикой и которые разрабатывались бы и осуществлялись при их эффективном участии».